# Hans Junkermann (cyclisme)
Pour l'acteur, voir Hans Junkermann (acteur).
Hans Junkermann, dit Hennes Junkermann, né le 6 mai 1934 à Tönisvorst et mort le 11 avril 2022 à Krefeld, est un coureur cycliste allemand. Professionnel de 1955 à 1972, il fait carrière sur route et sur piste.

## Biographie
Hans Junkermann évolue au niveau professionnel de 1956 à 1973 dans les équipes suivantes : Feru (1955-1958), Faema (1959), Gazzola (1960-1961), Wiel's (1962-1964), Margnat (1965), Torpedo (1966-1967), Batavus (1968-1970), Rokado (1972).
Doté d’un certain talent sur la piste, il détient un très bon palmarès sur les six jours notamment.
En 1972, il est contrôlé positif à un produit interdit pendant le Tour de France. Il arrête sa carrière professionnelle à l’issue de cette saison.

## Palmarès sur route

### Palmarès amateur
- 1954
  - Tour de Düren
  - 10e du championnat du monde sur route amateurs

### Palmarès professionnel
- 1955
  - Großer Preis Veith
  - 2e du championnat d'Allemagne sur route
  - 3e du Tour de Cologne
  - 3e du Tour d'Allemagne
- 1956
  - 2e du Großer Preis Veith
  - 2e du Großer Preis Fichtel und Sachs
  - 3e du Tour des Quatre Cantons
  - 3e du Tour du Limbourg
  - 5e du Tour de Suisse
- 1957
  - Championnat de Zurich
  - 2e du Großer Preis Fichtel und Sachs
  - 4e du Tour de Suisse
- 1958
  - Großer Preis Reis
  - 7e étape du Tour de Suisse
  - 2e du Championnat de Zurich
  - 2e du championnat d'Allemagne sur route
  - 2e du Tour de Suisse
  - 7e du championnat du monde sur route
- 1959
  -  Champion d'Allemagne sur route
  - Tour de Suisse :
    - Classement général
    - 2e étape

  - 2e du Großer Preis Fichtel und Sachs
- 1960
  -  Champion d'Allemagne sur route
  - 2e du Circuit du Limbourg
  - 2e du Großer Preis Veith
  - 3e de Bruxelles-Charleroi-Bruxelles
  - 4e du Tour de France
  - 6e du championnat du monde sur route
- 1961
  -  Champion d'Allemagne sur route
  -  Champion d'Allemagne de la montagne
  - 2e du Tour d'Allemagne
  - 2e du Großer Preis Veith
  - 2e du Großer Preis Fichtel und Sachs
  - 5e du Tour de France
  - 6e du Tour d'Italie
  - 7e du Tour de Romandie
  - 9e de la Flèche wallonne
  - 10e du championnat du monde sur route
- 1962
  -  Champion d'Allemagne de la montagne
  - Tour de Suisse :
    - Classement général
    - 3e et 4e étapes

  - 5e étape du Critérium du Dauphiné libéré
  - Großer Preis Bad Schwalbach
  - 2e du Critérium du Dauphiné libéré
  - 3e de la Flèche wallonne
- 1963
  - Grand Prix de Francfort
  - Großer Preis Bad Schwalbach
  - 2e des Quatre Jours de Dunkerque
  - 2e du championnat d'Allemagne de la montagne
  - 8e de Paris-Nice
  - 9e du Tour de France
- 1964
  -  Champion d'Allemagne de la montagne
  - 2e du Großer Preis Union Dortmund
  - 3e du Tour de Luxembourg
  - 3e du championnat d'Allemagne sur route
  - 9e du Tour de France
  - 10e de la Flèche wallonne
- 1965
  - 3e du championnat d'Allemagne sur route
  - 7e de Paris-Nice
  - 7e du Tour d'Espagne
- 1966
  -  Champion d'Allemagne de la montagne
  - 2e du Tour du Tessin
  - 3e du Tour du Nord
- 1967
  -  Champion d'Allemagne du critérium
  - 2e du Tour de Berne
  - 3e du championnat d'Allemagne sur route
  - 5e des Quatre Jours de Dunkerque
  - 5e du Tour de Suisse
- 1968
  - 3e du championnat d'Allemagne sur route
  - 3e du championnat d'Allemagne du critérium
- 1969
  - Prologue du Tour de Suisse (contre-la-montre par équipes)
  - 2e du Kaistenberg Rundfahrt
  - 3e du championnat d'Allemagne de la montagne
  - 3e du Grand Prix de Baden-Baden (avec Wilfried Peffgen)
- 1970
  - 10e du Tour de Suisse
- 1971
  - 3e du Kaistenberg Rundfahrt

## Résultats sur les grands tours

### Tour de France
8 participations 
- 1960 : 4e
- 1961 : 5e
- 1962 : abandon (14e étape)
- 1963 : 9e
- 1964 : 9e
- 1965 : 25e
- 1967 : 11e
- 1972 : abandon (13e étape)

### Tour d'Italie
4 participations
- 1958 : 13e
- 1959 : 11e
- 1960 : 14e
- 1961 : 6e

### Tour d'Espagne
2 participations
- 1959 : 15e
- 1965 : 7e

## Palmarès sur piste

### Championnats d'Europe
- 1964
  -  Médaillé de bronze de l'omnium
- 1965
  -  Champion d'Europe de l'américaine (avec Rudi Altig)
- 1969
  -  Champion d'Europe de demi-fond
- 1972
  -  Médaillé de bronze de la course derrière derny

### Six Jours
- Six Jours de Cologne 1960 (avec Klaus Bugdahl) et 1964 (avec Peter Post)
- Six Jours de Dortmund : 1960 (avec Klaus Bugdahl)
- Six Jours de Münster : 1960 (avec Fritz Pfenninger) et 1962 (avec Rudi Altig)
- Six Jours de Berlin : 1962 (avec Rudi Altig)
- Six Jours d'Essen : 1964 (avec Rudi Altig)
- Six Jours de Francfort : 1964 (avec Rudi Altig)

### Championnats nationaux
| - 1956 - 2e du championnat d'Allemagne de poursuite - 1958 - Champion d'Allemagne de poursuite - 2e du championnat d'Allemagne de l'américaine (avec Emil Reinecke) - 1959 - Champion d'Allemagne de l'américaine (avec Klaus Bugdahl) - 1960 - Champion d'Allemagne de l'américaine (avec Klaus Bugdahl) | - 1961 - Champion d'Allemagne de l'américaine (avec Rudi Altig) - 1962 - Champion d'Allemagne de l'américaine (avec Rudi Altig) - 1964 - Champion d'Allemagne de l'américaine (avec Rudi Altig) - 1965 - Champion d'Allemagne de l'américaine (avec Horst Oldenburg) |